# City of Hume
City of Hume – obszar samorządu lokalnego (ang. local government area), położony w północno-zachodniej części aglomeracji Melbourne. Założona w grudniu 1994 roku z połączenia hrabstwa Bulla, Broadmeadows oraz z części Whittlesea i Keilor. Obszar ten zamieszkuje 147 781 osób (dane z 2006). City of Hume jest pierwszym regionem samorządowym w Australii, które wprowadziło kartę praw dla swoich obywateli w 2004 roku. 

## Dzielnice
- Attwood
- Broadmeadows
- Bulla
- Campbellfield
- Clarkefield
- Coolaroo
- Craigieburn
- Dallas
- Diggers Rest
- Donnybrook
- Gladstone Park
- Greenvale
- Jacana
- Kalkallo
- Keilor
- Meadow Heights
- Melbourne Airport
- Mickleham
- Oaklands Junction
- Roxburgh Park
- Somerton
- Sunbury
- Tullamarine
- Westmeadows
- Yuroke